# Элитное (Томская область)
Элитное — посёлок в Чаинском районе Томской области России. Входит в состав Подгорнского сельского поселения. Население 86 чел. (2021) .

## География
Расположен в центральной части региона, на р. Чая (приток Оби). Примыкает к Мостовой улице деревни Григорьевка Подгорнского сельского поселения.
Две улицы: ул. Полевая и ул. Речная.
Климат
Находится на территории, приравненной к районам Крайнего Севера.

## История
Основан в 1912 г. В 1926 году Опытное поле состояло из 6 хозяйств, основное население — русские. В составе Подгорного сельсовета Чаинского района Томского округа Сибирского края.
Согласно Закону Томской области от 10 сентября 2004 года № 205-ОЗ посёлок вошёл в состав образованного муниципального образования Подгорнское сельское поселение.

## Население
| 1926 | 1931 | 1940 | 1956 | 1995 | 1996 | 1997 | 1998 | 1999 |
| ---- | ---- | ---- | ---- | ---- | ---- | ---- | ---- | ---- |
| 17   | ↘16  | ↗146 | ↘139 | ↘123 | ↗126 | ↗135 | ↘117 | ↘100 |
| 2002 | 2010 | 2012 | 2013 | 2014 | 2015 | 2021 |      |      |
| ↗109 | ↘99  | ↘95  | ↘93  | ↘89  | ↘88  | ↘86  |      |      |

## Инфраструктура
Личное подсобное хозяйство.

## Транспорт
Дорога местного значения Бакчар — Подгорное — Коломино (69К-6).